# Travaux de l'Institut Scientifique, Université Mohammed V. Série Botanique
Travaux de l'Institut Scientifique, Université Mohammed V. Série Botanique (abreviado Trav. Inst. Sci. Univ. Mohammed V, Sér. Bot.) es una revista con ilustraciones y descripciones botánicas que es editada en Rabat desde el año 1984 hasta ahora. Fue precedida por Travaux de l'Institut Scientifique Chérifien. Série Botanique et Biologique Végétale.